# Březová (powiat Zlin)
Březová – gmina w Czechach, w powiecie Zlin, w kraju zlińskim. Według danych z dnia 1 stycznia 2012 liczyła 526 mieszkańców.
Zobacz też:
- Březová (ujednoznacznienie)